# György Dózsa

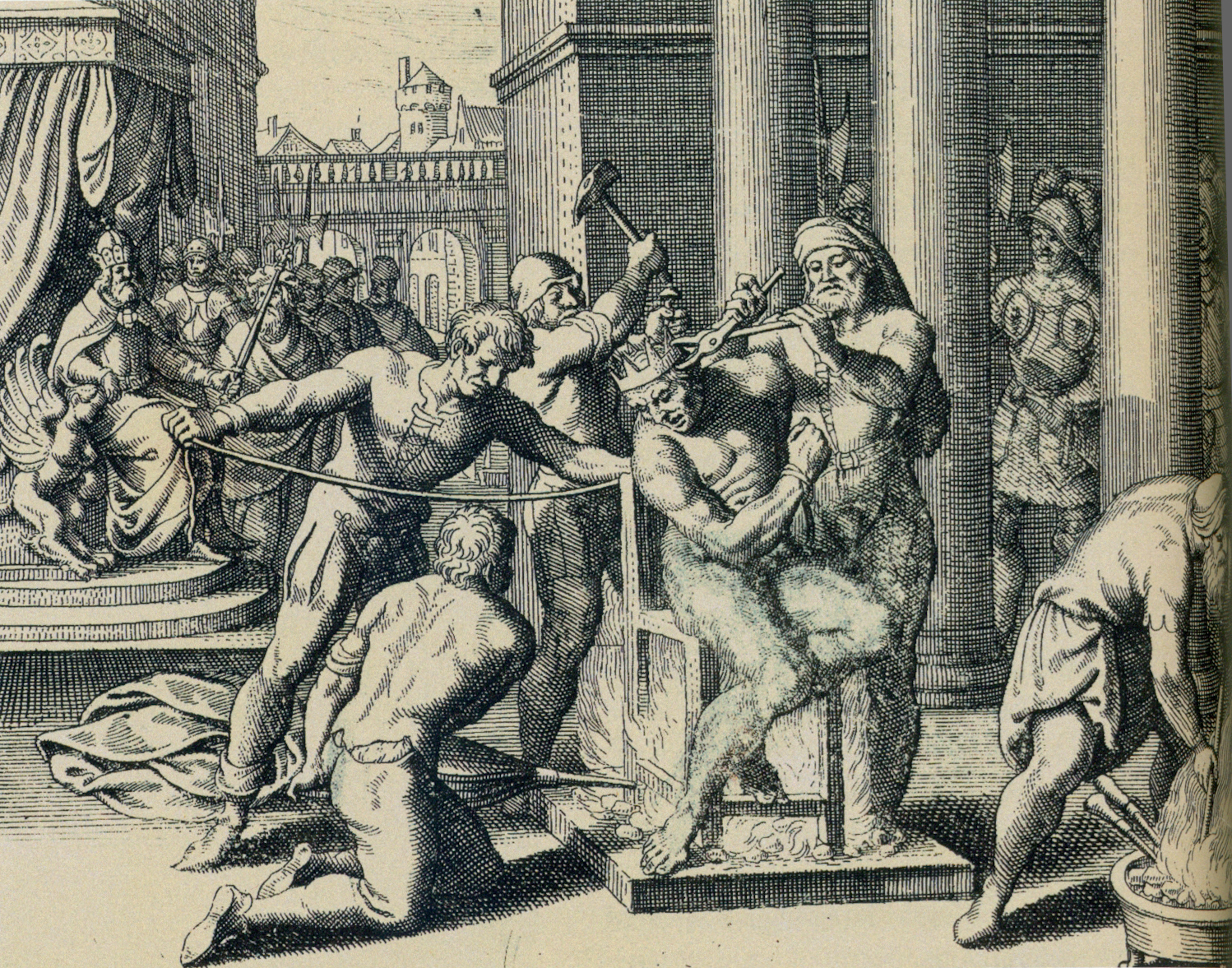
Ilustracja przedstawiająca torturowanie Dózsy.

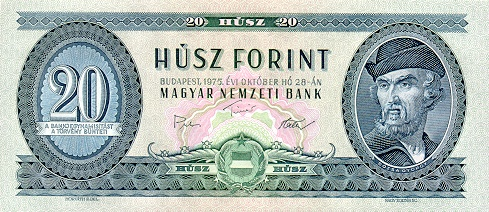
György Dózsa na banknocie o nominale 20 forintów

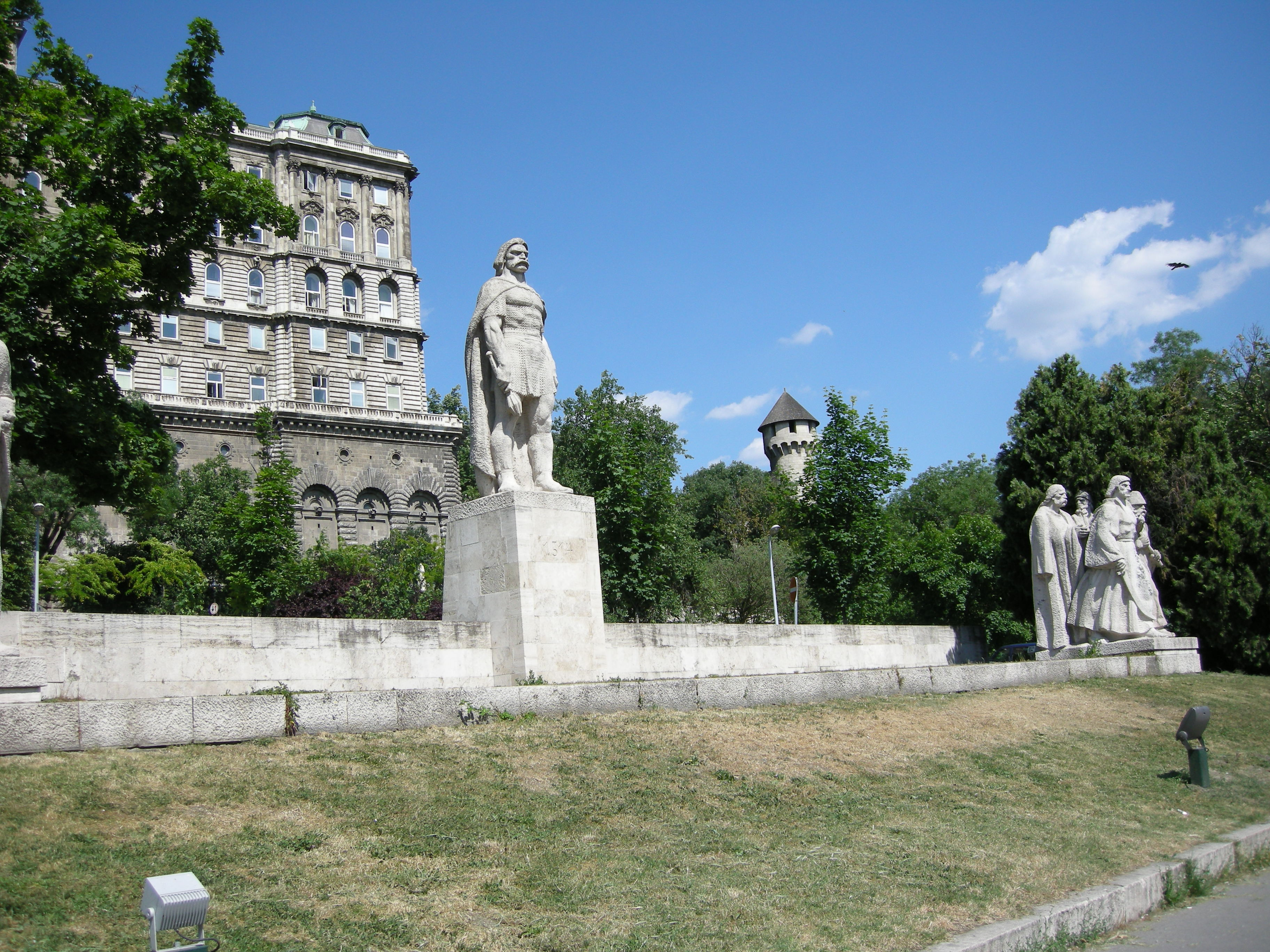
Pomnik Dózsy w Budapeszcie

György Dózsa (także György Székely, rum. Gheorghe Doja, pol. Jerzy Doża; ur. w 1470 w Dálnok, zm. 20 lipca 1514 w Temeszwarze) – Szekler, żołnierz i przywódca powstania chłopskiego na Węgrzech i w Siedmiogrodzie, za męstwo w walce otrzymał w 1513 roku szlachectwo.

## Życiorys
Wyróżnił się jako żołnierz w 1513 roku walczący przeciwko Turkom, za co został przez króla Władysława II nobilitowany. Służył jako oficer jazdy w garnizonie w Stołecznym Białogrodzie. W 1514 roku prymas 
Tamás Bakócz (po spotkaniu z papieżem Leonem X) powierzył mu rekrutację i organizowanie sił zbrojnych, które miały pod wodzą Dózsy wyruszyć na krucjatę antyturecką. Ciężkie położenie mas chłopskich spowodowało masowy napływ chłopów do organizowanej armii – w ciągu kilku tygodni zgłosiło się ponad 100 tysięcy ochotników. Ponieważ większość z nich nie miała żadnego doświadczenia wojennego, Dózsa przeprowadził szkolenie wojskowe. Możnowładcy przerażeni liczbą uzbrojonych chłopów zażądali, aby ci wrócili do swoich wsi i do uprawy ziemi. Chłopi jednak nie zastosowali się do tego żądania i doprowadzili do tego, że krucjata przekształciła się w wielką rewoltę antyfeudalną, na czele której stanął György Dózsa.
Do powstańców przyłączyli się także mieszkańcy większych miast, w tym Budy. Na obszarach objętych działaniami powstańczymi, w wielu miejscowościach chłopi konfiskowali majątki ziemskie, odbierali zagarnięte im wcześniej pastwiska, palili zamki. W czasie powstania życie straciło około 400 szlachciców. Dózsa domagał się wolności dla chłopów, likwidacji obciążeń feudalnych, sekularyzacji dóbr ziemskich należących do kleru oraz reformy w Kościele, tak aby w kraju był tylko jeden biskup. Ośrodkiem centralnym powstania był obóz Dózsy w Cegléd. Powołując się na bullę papieską, król Władysław II wydał proklamację, w której zwracał się do powstańców, aby powrócili do domów, grożąc im śmiercią, jeśli będą kontynuować swoje działania. W tym czasie powstanie Doży osiągnęło swoją kulminację – opanowano ufortyfikowane miasto Csanád. Latem oddziały powstańcze dotarły do Aradu i Világos, uzyskując znaczne wzmocnienie w postaci artylerii i wyszkolonych kanonierów.
Działania Dózsy i jego ludzi skłoniły węgierską szlachtę do podjęcia zdecydowanych działań. Wojska, dowodzone przez Jana Zápolyę i Istvána Báthorego (daleki krewny króla Stefana Batorego) otoczyły oddziały Dózsy w okolicach Temeszwaru. Ranny przywódca powstania został wzięty do niewoli. Po torturach został upieczony żywcem na rozpalonym do czerwoności tronie, w ręce trzymając rozpalone żelazo, imitujące berło. Sześciu jego najbliższym współpracownikom darowano życie tylko pod tym warunkiem, że na dowód potępienia czynów Doży zgodzili się zjeść fragmenty ciała swojego przywódcy. Po śmierci Dózsy na czele powstańców stanął jeszcze ksiądz Lörinc Mészáros, ale i on poniósł porażkę.

## Upamiętnienie
W miejscu kaźni György Dózsy stoi figura Maryi Dziewicy, autorstwa rzeźbiarza György Kissa. Jego imieniem nazwano plac, ulicę i stację metra w Budapeszcie (Dózsa György út), natomiast ulice jego imienia znajdują się we wszystkich większych miastach Siedmiogrodu.
Jego wizerunek był umieszczony na węgierskiej monecie obiegowej o nominale 20 forintów bitej w latach 1982–1989.